# LGBT práva na Guernsey
Lesby, gayové, bisexuálové a translidé (LGBT) žijící na Guernsey se mohou setkávat s právními komplikacemi, se kterými se většinové obyvatelstvo nesetkává. Pohlavní styk mezi osobami stejného pohlaví je na Guernsey legální, ale domácnosti tvořené páry stejného pohlaví nemají stejnou právní ochranu jako různopohlavní.

## Zákony týkající se stejnopohlavní sexuální aktivity
Před rokem 1983 byl stejnopohlavní sexuální styk trestný. Legální věk způsobilosti k pohlavnímu styku byl stejně jako v Británii stanoven na 21 let. V roce 2000 byl věk způsobilosti pro stejnopohlavní sexuální aktivitu snížen na 18 let. V roce 2010 zamítnul zdejší parlament z principu pokus o sjednocení věku způsobilosti k pohlavnímu styku na 16 let pro obě orientace. Teprve až v roce 2011 se tento pokus vydařil. Nový zákon nabyl účinnosti k 5. listopadu 2012. However, Guernsey retains male homosexual specific offences in its criminal law.

## Stejnopohlavní soužití
Guernsey uznává registrované partnerství uzavřené v Británii a další právní instituty soužití uzavřené podle anglického práva pro účely dědictví a majetkových práv od 2. dubna 2012. Návrh zákona rušící státem garantovaná manželství a legalizující Civilní svazky (Union Civile) pro heterosexuální i homosexuální páry byl guernseyským parlamentem zamítnut, což ale napomohlo legalizaci stejnopohlavního manželství v prosinci 2015.
V únoru 2016 předložila pracovní skupina sestávající z předsedy vlády Jonathana le Tocqa a poslanců Elise Bebba a Chrise Greena návrh tohoto zákona. Tento návrh parlament schválil v poměru hlasů 33:5 21. září a momentálně čeká na královský souhlas v Radě státu. První manželství budou oddána až v roce 2017.

## Ochrana před diskriminací
Diskriminace jiných sexuálních orientací a genderových identit je zakázána od roku 2004.

## Adopce a rodičovství
Lesbické páry mají přístup k asistované reprodukci a umělému oplodnění.
V květnu 2015 oznámil předseda guernseyské vlády, že přezkoumá adopční zákon z roku 1960, který zakazuje nemanželským párům společné osvojování dětí. Slyšení na toto téma bylo naplánováno na 24. června 2015. Předseda vlády doufal, že rozšíří plná adopční práva na registrovaná partnerství uzavřená v zámoří a na dlouhodobá soužití. 24. června 2015 toto odsouhlasil parlament v poměru hlasů 38:2 a rozšířil možnost osvojení na uznaná registrovaná partnerství a další zahraniční svazky.

## Místní LGBT charity a organizace
LGBT komunita žijící na Normanských ostrovech je reprezentovaná jedinou organizací Liberate. Založená byla v únoru 2014 s cílem zahrnovat, podporovat a sdružovat místní LGBTQ komunitu, jakož i lobbovat za zrušení diskriminačních zákonů na ostrově.

## Souhrnný přehled
| Legální stejnopohlavní styk                                                             | (1984)                                  |
| Stejný věk legální způsobilosti k pohlavnímu styku pro obě orientace                    | (2012)                                  |
| Anti-diskriminační zákony v zaměstnání                                                  | (2004)                                  |
| Anti-diskriminační zákony v přístupu ke zboží a službám                                 | (2004)                                  |
| Anti-diskriminační zákony v ostatních oblastech (homofobní urážky, zločiny z nenávisti) | No                                      |
| Stejnopohlavní manželství                                                               | (2017)                                  |
| Stejnopohlavní soužití                                                                  | (2017)                                  |
| Adopce dítěte partnera                                                                  | (2016)                                  |
| Společná adopce dětí stejnopohlavními páry                                              | (2016)                                  |
| LGBT osoby smějí otevřeně sloužit v armádě                                              | (Za obranu odpovídá Spojené království) |
| Možnost změny pohlaví                                                                   | (2007)                                  |
| Přístup k umělému oplodnění pro lesbické ženy                                           | (2009)                                  |
| MSMs smějí darovat krev                                                                 | No                                      |
| Náhradní mateřství pro gay páry                                                         | (Zakázáno i heterosexuálním párům)      |